# Январь 2010 года

Список событий января 2010 года.

## События
- 1 января
  - Официально открыта зона свободной торговли между КНР и АСЕАН, являющаяся крупнейшей в мире[1].
  - 44 человека погибли в результате наводнений и оползней в окрестностях Рио-де-Жанейро[2].
  - Взрыв на стадионе в городе Лакки-Марват (Пакистан). Погибло 96 человек[3].
  - Первый председатель Европейского совета Херман ван Ромпёй приступил к исполнению обязанностей[4].
  - Председательство в Евросоюзе на ближайшие полгода перешло от Швеции к Испании[5].
  - Председательство в СНГ перешло от Молдавии к Российской Федерации[6].
  - 2010 год в СНГ объявлен Годом науки и инноваций[7].
  - Дорис Лойтхард вступила в должность президента Швейцарии[8].
- 2 января
  - Сильнейшим шахматистом мира согласно рейтингу ФИДЕ стал норвежец Магнус Карлсен[9].
  - Парламент Афганистана отклонил 17 из 24 кандидатов в правительство, предложенных президентом Хамидом Карзаем[10].
  - 47 человек погибли и около сотни ранены в сомалийском городе Дхуса Мареб в результате боёв между двумя исламистскими группировками — «Аль-Шабаб» и «Ахлу Сунна»[11].
  - В Колумбии началось извержение вулкана Галерас[12].
- 3 января
  - США и Великобритания закрыли свои посольства в Йемене из-за угроз «Аль-Каиды»[13][14].
- 4 января
  - В Дубае открылся самый высокий в мире небоскрёб «Бурдж Халифа»[15][16].
  - Испания и Франция закрыли свои посольства в Йемене[17][18].
- 5 января
  - Международный олимпийский комитет принял решение о дисквалификации Национального олимпийского комитета Кувейта[19].
  - В Йемене возобновили работу посольства ряда стран[20].
  - Землетрясения и цунами в районе Соломоновых островов оставили тысячу человек без крова[21].
  - В результате пожара на шахте «Лишэн» в Китае погибло 25 горняков[22].
- 6 января
  - КНР стала ведущим мировым экспортёром, обогнав Германию[23].
  - У базы ДПС в Махачкале взорвался автомобиль со смертником. Погибло 6, ранено 14 человек[24].
  - Открыт новый газопровод Туркменистан-Иран протяжённостью 30,5 км[25].
- 7 января
  - У побережья Антарктиды японское китобойное судно протаранило катер экологической организации. Катер затонул, все экологи спасены[26].
  - Власти США санкционировали поставку Тайваню зенитных ракет Patriot Advanced Capability-3 (PAC-3) на сумму около $1 млрд[27].
- 8 января
  - Португалия легализовала однополые браки[28].
  - Впервые с августа 2008 года был выполнен прямой чартерный авиарейс по маршруту Тбилиси—Москва—Тбилиси[29].
  - В столице Сальвадора, после 48-летнего перерыва, открылось посольство Кубы[30].
  - В результате пожара на угольной шахте «Мяошан» в провинции Цзянси погибли 12 горняков[31].
  - В итальянском городе Розарно начались столкновения между местными жителями и африканскими иммигрантами, из которых более 1000 человек в результате покинули город[32].
- 9 января
  - В Венесуэле девальвирована национальная валюта боливар[33].
  - Власти Того отозвали национальную сборную по футболу с Кубка Африки после обстрела автобуса с командой на севере Анголы днём ранее. При обстреле погибло 2 и ранен 1 человек. В Того объявлен трёхдневный траур[34][35].
  - 35 человек стали жертвами уличных беспорядков в пакистанском Карачи[36].
- 10 января
  - Во втором туре президентских выборов в Хорватии победил кандидат от Социал-демократической партии Иво Йосипович[37].
  - В Узбекистане прошёл второй тур парламентских выборов[38].
  - Референдумы о расширении автономии состоялись во Французской Гвиане и Мартинике. В обоих заморских департаментах избиратели отказались от автономии от Франции[39].
- 11 января
  - Вольфганг Водарг, председатель департамента здравоохранения Совета Европы, заявил, что пандемия свиного гриппа была фальшивкой, позволившей заработать фармацевтическим компаниям на продаже вакцины[40].
  - Власти КНДР заявили, что хотят провести переговоры с США по заключению мирного договора, который бы пришёл на смену соглашению о перемирии, прекратившем корейскую войну[41].
- 12 января
  - По итогам парламентских выборов в Узбекистане больше всего голосов набрала Либерально-демократическая партия[42].
  - Президент Судана Омар Хасан аль-Башир оставил пост главнокомандующего вооруженными силами страны[43].
  - Чили стала первой южноамериканской страной, вступившей в Организацию экономического сотрудничества и развития[44].
  - В Дагестане подорван магистральный газопровод «Моздок-Казимагомед»[45].
- 13 января
  - Землетрясение магнитудой 7 произошло неподалёку от столицы Гаити Порт-о-Пренс, десятки тысяч погибших[46].
  - Правительство Венесуэлы объявило о введении веерных отключений электроэнергии по всей стране. Электричество будет отключаться на четыре часа каждые сутки[47].
  - Google прекратил цензурирование результатов поисковых запросов в КНР[48].
- 14 января
  - В результате атаки террориста-смертника в центральном Афганистане погибли 20 человек и ещё 13 получили ранения[49].
  - В Монголии введён мораторий на смертную казнь[50].
  - Мавритания стала 65-й страной, признавшей независимость Косова[51].
  - Президент Туниса Зин эль-Абидин Бен Али сменил 11 министров, в том числе иностранных дел, обороны и финансов[52].
  - Приведён к присяге президент Мозамбика Арманду Гебуза[53].
  - Поздно вечером на одном из рекламных видеоэкранов на Садовом кольце Москвы был показан порно-ролик[54].
- 15 января
  - Государственная Дума РФ ратифицировала протокол номер 14 Европейской конвенции по правам человека о реформе Европейского суда по правам человека. Россия стала последней страной-членом Совета Европы, подписавшей протокол, таким образом открыв путь реформе суда[55].
  - Прошло самое длинное в нынешнем тысячелетии кольцеобразное солнечное затмение[56].
  - Черногория и Косово установили дипломатические отношения. В связи с этим Сербия отозвала своего посла из Черногории[57][58].
  - Сборная России выиграла командный чемпионат мира по шахматам[59].
- 16 января
  - Землетрясение магнитудой 4,7 произошло в Колумбии[60].
  - Перу и Грузия установили дипломатические отношения[61].
  - Новым премьер-министром Мозамбика назначен Айреш Али[62].
- 17 января
  - Президент Сенегала Абдулай Вад предложил добровольную репатриацию жителям Гаити, пострадавшим от землетрясения[63].
  - Прошёл первый тур выборов президента Украины. Во второй тур вышли Виктор Янукович и Юлия Тимошенко[64].
  - В Чили прошёл второй тур президентских выборов. Президентом избран кандидат от правой партии «Национальное обновление», миллиардер Себастьян Пиньера[65].
  - В США вручены премии «Золотой глобус». «Аватар» признан фильмом года, а его автор Джеймс Кэмерон — лучшим режиссёром[66].
  - Папа римский Бенедикт XVI посетил главную римскую синагогу с целью укрепить таким образом отношения между Римской католической церковью и иудаизмом[67].
- 18 января
  - Были отменены «Исламские игры солидарности» из-за разногласий между Ираном и остальными странами-участницами по поводу названия Персидского залива[68].
  - После 30-летнего заключения освобождён турецкий террорист Мехмет Али Агджа[69].
  - 26 человек погибли, свыше 300 ранены в Нигерии в результате межрелигиозных столкновений[70].
  - При взрыве кислородного баллона в больнице Луганска погибли 8 человек[71].
- 19 января
  - Указом президента России создан Северо-Кавказский федеральный округ. Вице-премьером и полпредом президента в этом округе назначен Александр Хлопонин[72].
  - Новым премьер-министром Гвинеи стал Жан-Мари Доре[73].
  - Крупнейшая японская авиакомпания «Japan Airlines» подала в суд Токио заявление о банкротстве[74].
  - Число жертв сильнейшего за последние 16 лет наводнения в Египте достигло 12 человек, 37 пострадали[75].
  - Компания «Cadbury», мировой лидер по производству кондитерских изделий, объявила о своём слиянии с компанией «Kraft Foods»[76].
- 20 января
  - На Гаити произошли новые подземные толчки, магнитуда которых достигла шести[77].
  - Пойман виргинский стрелок, убивший 8 человек[78].
- 21 января
  - Парламент Анголы утвердил новую конституцию страны, которая отменяет прямые президентские выборы[79].
  - Распад Cinema Bizarre — одной из самых успешных групп Германии[80].
- 22 января
  - Епископ Нишский Ириней стал 45-м главой Сербской православной церкви[81].
  - Президент Виктор Ющенко присвоил звание Героя Украины Степану Бандере[82].
  - В Боливии прошла инаугурация президента Эво Моралеса, избранного на второй срок[83].
  - На Нидерландских Антильских островах прошли последние в их истории парламентские выборы[84].
  - В результате автомобильной аварии в Лагосе погибло 22 человека[85].
- 23 января
  - Президент Боливии Эво Моралес более чем наполовину обновил состав правительства. 10 из 20 министерских постов заняли женщины[86].
  - По оценке Геологического управления США, расположенные в Венесуэле в бассейне Ориноко запасы нефти вдвое превышают прежние оценки и тем самым превышают нефтяные запасы Саудовской Аравии[87].
  - В Канаде прошли митинги протеста, митингующие выражали недовольство действиями премьер-министра Стивена Харпера, который приостановил работу парламента[88].
  - В аэропорту Мешхеда потерпел аварию самолёт Ту-154 компании Taban Air, 40 человек получили ранения. После данного происшествия эксплуатация Ту-154 в Иране была прекращена.
- 25 января
  - У побережья Ливана потерпел катастрофу авиалайнер Боинг 737 эфиопской авиакомпании «Ethiopian Airlines», погибло 90 человек[89].
  - В Сент-Китсе и Невисе прошли парламентские выборы. Победу на них в четвёртый раз подряд одержала Лейбористская партия[90].
  - Новым председателем ПАСЕ избран турок Мевлют Чавушоглу[91].
  - В результате трёх взрывов в Багдаде погибло 39 человек и ранено около 100[92].
  - В Ираке казнён Хасан аль-Маджид по прозвищу «Химический Али»[93].
  - Фильм Джеймса Кэмерона «Аватар» побил рекорд по кассовым сборам, обойдя предыдущего чемпиона — фильм «Титаник»[94].
- 26 января
  - Администрация президента США Барака Обамы дала разрешение на продажу вооружений Тайваню[95].
  - На Шри-Ланке прошли президентские выборы, первые с момента разгрома сепаратистов из движения «Тигры освобождения Тамил-Илама». Победил действующий президент Махинда Раджапаксе[96][97].
  - Полиция Гватемалы арестовала экс-президента Альфонсо Портильо Кабреру, которого требуют к выдаче США[98].
  - От взрыва заминированного автомобиля в Багдаде погибли 20 человек, свыше 80 человек получили ранения[99].
  - В бразильском городе Порту-Алегри открылся 10-й Всемирный социальный форум[100].
- 27 января
  - В швейцарском Давосе открылся 40-й Всемирный экономический форум[101].
  - КНДР провела артиллерийские учения в Жёлтом море в непосредственной близости от островов, контролируемых Южной Кореей, в ответ южнокорейские войска произвели в воздух серию выстрелов из орудий[102].
  - Приведён к присяге новый президент Гондураса Порфирио Лобо. Первым подписанным им документом стал декрет об амнистии лиц, принимавших участие в политическом кризисе[103].
- 28 января
  - Свергнутый президент Гондураса Мануэль Селайя покинул бразильское посольство и отправился в изгнание в Доминиканскую республику[104].
  - Прекратила существование кинокомпания «Miramax Films»[105].
- 29 января
  - В Комсомольске-на-Амуре состоялся первый полёт российского истребителя пятого поколения ПАК ФА[106].
- 30 января
  - 14 человек погибли и около 20 ранены в результате атаки смертника на северо-западе Пакистана[107].
  - Власти Бурунди объявили о пресечении попытки военного переворота, арестованы 13 офицеров[108].
  - Китай приостановил диалог по военным вопросам с США из-за намерения Вашингтона осуществить поставки современных вооружений на Тайвань[109].
  - Прошла церемония вручения наград «Золотой орёл». Победителем в номинации «Лучший игровой фильм» стал мюзикл «Стиляги»[110].
  - В Калининграде прошёл один из самых многочисленных протестных митингов в России за последние десять лет; митинг начинался как акция протеста против повышения транспортного налога, однако мероприятие переросло в антиправительственную акцию[111].
- 31 января
  - В Аддис-Абебе открылся 14-й саммит Африканского союза[112].
  - Президент Малави Бингу ва Мутарика назначен новым главой Африканского союза[113].
  - Швейцарец Роджер Федерер выиграл Открытый чемпионат Австралии по теннису[114].
  - Объявлено о смерти от ранений, полученных во время американского ракетного удара, лидера движения «Талибан» в Пакистане Хакимуллы Мехсуда[115].
  - Сборная Египта по футболу в третий раз подряд выиграла Кубок африканских наций[116].